# Cyphon optatus
Cyphon optatus es una especie de coleóptero de la familia Scirtidae.

## Distribución geográfica
Habita en Nepal.